# Esra Kırıcı
Esra Kırıcı; z d. Gümüş (ur. 2 października 1982 roku w Ankarze) – turecka siatkarka, grająca na pozycji przyjmującej, reprezentantka kraju. W sezonie 2016/2017 występowała w drużynie Sarıyer Belediyesi. W 2003 roku wraz z reprezentacją zdobyła srebrny medal na Mistrzostwach Europy, rozgrywanych w Turcji.

## Życie prywatne
W maju 2013 wyszła za mąż, za Mustafę Kırıcı.

## Sukcesy klubowe
Mistrzostwo Turcji:
- 1997, 1998, 2006, 2007, 2008, 2012
- 1995, 2009, 2013
- 1999, 2000, 2005, 2010, 2011, 2014, 2015

Puchar Turcji:
- 1997, 1998, 2009, 2011, 2012

Superpuchar Turcji:
- 2011, 2012

Liga Mistrzyń:
- 2015

Klubowe Mistrzostwa Świata:
- 2015

## Sukcesy reprezentacyjne
Mistrzostwa Europy:
- 2003
- 2011

Igrzyska Śródziemnomorskie:
- 2009, 2013

Liga Europejska:
- 2009
- 2010

Grand Prix:
- 2012